# توماس وایناسته
توماس وایناسته (استونیایی: Toomas Väinaste؛ زادهٔ ۲۴ ژانویهٔ ۱۹۵۰) سیاستمدار و نماینده سابق مجلس اهل استونی است.